# 대구광역시립동부도서관
대구광역시립동부도서관(大邱廣域市立東部圖書館, Daegu Dongbu Public Library)은 대한민국 대구광역시 동구 지역을 중심으로 시민들에게 독서진흥, 평생교육 등의 업무를 운영하는 공공기관이다.

## 연혁
| 년월일     | 연혁                                                           |
| ---------- | -------------------------------------------------------------- |
| 1995.03.15 | 동부도서관 설치조례 제정                                       |
| 1995.03.30 | 동부도서관 청사 준공                                           |
| 1995.04.01 | 초대 이영한관장 취임                                           |
| 1995.09.22 | 도서관 개관                                                    |
| 1996.06.01 | 2대 최길영 관장 취임                                           |
| 1999.01.01 | 3대 조재현 관장 취임. 중앙도서관으로부터 신천분관 관리권 인수  |
| 2000.10.07 | 4대 김희중 관장 취임                                           |
| 2001.07.01 | 5대 정하복 관장 취임                                           |
| 2002.01.12 | 6대 임시종 관장 취임                                           |
| 2003.01.13 | 7대 이재래 관장 취임                                           |
| 2005.01.01 | 8대 손대천 관장 취임                                           |
| 2006.01.01 | 9대 김홍만 관장 취임                                           |
| 2006.03.31 | 제38회 한국도서관상 수상                                       |
| 2007.12.15 | 2007평생학습대상 우수상 수상                                   |
| 2007.12.28 | 북스타트룸 구축                                                |
| 2008.04.01 | 가족열람실 구축                                                |
| 2008.07.01 | 10대 권태훈 관장 취임                                          |
| 2008.12.10 | 제2회 공공도서관 협력사업 유공 포상 전국 최우수상 수상         |
| 2009.02    | 신천분관 어린이자료실 구축                                     |
| 2009.03    | 전시문화체험관 재구축                                          |
| 2009.07.01 | 11대 권계순 관장 취임                                          |
| 2009.10.07 | 교육과학기술부 도서관 협력망 구축공모사업 선정                 |
| 2010.11.25 | 제4회 공공도서관 협력업무 유공포상 우수상 수상                 |
| 2011.07.01 | 12대 김인섭 관장 취임                                          |
| 2012.02    | 시청각실 리모델링                                              |
| 2012.03    | 학교도서관집중지원센터 설치                                    |
| 2012.07    | 학교도서관집중지원센터 홈페이지 구축                           |
| 2012.07    | 학교-동부도서관간 통합검색 및 상호대차시스템 구축              |
| 2012.07    | 제2보존서고 설치                                               |
| 2013.05    | 열람실 열람대 교체                                             |
| 2013.07.01 | 13대 장기락 관장 취임                                          |
| 2014.07.01 | 14대 양태익 관장 취임                                          |
| 2014.10.31 | 신천분관 폐관                                                  |
| 2015.01.01 | 15대 황정환 관장 취임. 이동문고 사업 폐지                      |
| 2016.01.01 | 16대 심영회 관장 취임. 학교도서관집중지원센터 이관(대봉도서관) |
| 2016.03.01 | 자료봉사과, 독서문화과 조직개편 및 명칭변경                    |
| 2016.11.01 | 다문화운영평가 우수기관 문화체육관광부 장관상 수상             |
| 2016.12.28 | 영어문화정보실(글로벌존) 개설                                  |
| 2017.02.23 | 제49회 한국도서관상(단체) 수상                                 |
| 2017.03.23 | 2017년 세계기상의 날 기념 환경부장관(단체)상 수상              |
| 2017.07.01 | 17대 이동준 관장 취임                                          |
| 2017.11.24 | 대구청소년자원봉사대회 대구광역시장상(우수터전) 수상           |
| 2017.12.28 | 영어문화정보실 개설 1주년 기념행사 실시                        |
| 2018.02.18 | 치매극복 선도도서관 지정                                       |
| 2018.07.25 | 18대 석정숙 관장 취임                                          |
| 2018.10.24 | 전국도서관 운영평가 문화체육관광부 장관상 수상                 |
| 2018.11.26 | 영어문화정보실 영미문화체험주간(11.26.~11.30.) 운영            |
| 2018.12.27 | 2층 작은갤러리 상설 전시작품 전면 교체                         |
| 2019.01.01 | 19대 김점식 관장 취임                                          |
| 2019.03.05 | 어린이실 및 강좌실 안내 게시판 설치 등 환경개선                |
| 2019.04.11 | 2019년 인문독서아카데미 공모 사업 선정                         |
| 2019.06.24 | 도서관 홍보 리플릿 제작                                        |
| 2019.06.28 | 대구글로벌교육센터 글로벌도서관과 상호 업무협력                |
| 2019.07.01 | 20대 임재용 관장 취임                                          |
| 2020.01.01 | 21대 노경자 관장 취임                                          |